# Fujiwara no Saneyori
Fujiwara no Saneyori (900 - 24 de juny, 970), també conegut com Onomiya-dono, va ser un estadista, cortesà i polític japonès durant el període Heian.

## Carrera
Va ser ministre durant els regnats de l'emperador Reizei i l'emperador En'yū.
- 2 de maig de 944 (Tengyō 7, 7è dia del 4t mes): Saneyori va ser elevat a la posició de udaijin a la jerarquia de la cort imperial. (1834).[2]
- 19 de maig de 947 (Tenryaku 1, 26è dia del 4t mes): Saneyori va ser ascendit a les posicions de sadaijin i gran general de l'esquerra.[3]
- 949 (Tenryaku 3, 1r mes): Saneyori i el seu germà Morosuke van compartir els deures de daijō-daijin durant un període de malaltia de Fujiwara no Tadahira[3]
- 958 (Tentoku 2, 3r mes): a Saneyori se li va concedir permís especial per viatjar en un vehicle amb rodes.[4]
- 26 de març de 963 (Ōwa 3, 28è dia del 2n mes): Saneyori va presidir les cerimònies d'adveniment de la majoria d'edat de Norihira-shinnō (emperador Reizei) que després es convertiria en l'Emperador Reizei.[5]
- 31 de juliol de 967 (Kōhō 4, 22è dia del sisè mes): Saneyori va començar a servir com a kampaku quan l'Emperador Reizei va assumir el tron en 967
- 27 de setembre de 969 (Anna 2, 13è dia del 8è mes): Saneyori va ser nomenat sesshō (regent).
- 24 de juny de 970 (Tenroku 1, 18è dia del 5è mes): Saneyori va morir als 70 anys; i va ser elevat pòstumament a la primera classe en rang.[6]

Després de la seva mort, el nebot de Saneyori, Koretada, va assumir les seves funcions quan va ser nomenat sesshō després de la seva mort.

## Genealogia
Aquest membre del clan Fujiwara era fill de Fujiwara no Tadahira. Saneyori era el fill gran. Va tenir dos germans: Morosuke i Morotada.